# Cefiksym
Cefiksym (łac. cefiximum) – organiczny związek chemiczny, półsyntetyczny antybiotyk, cefalosporyna III generacji, przeznaczona do stosowania doustnego.
Działanie polega na blokowaniu syntezy bakteryjnej ściany komórkowej, głównie z powinowactwem do białka PBP.
Zakres działania bakteriobójczego: bakterie G+ i G−

## Wskazania
- infekcje górnych dróg oddechowych
  - zapalenie gardła
  - zapalenie migdałków
  - zapalenie oskrzeli
- infekcje dróg moczowych
- rzeżączka
- zakażenia Shigella

## Reakcje niepożądane
- zaburzenia żołądkowo-jelitowe (4,3%),
- wysypka,
- gorączka,
- bóle i zawroty głowy,
- przejściowy wzrost aktywności enzymów wątrobowych,
- wzrost stężenia kreatyniny,
- zapalenie pochwy, grzybice,
- przejściowa trombocytopenia, leukopenia i eozynofilia[3].

## Preparaty
W Polsce dostępny jest jako preparat Cetix (wydawany na receptę).